# آنا دي سوزا بابتيستا
آنا دي سوزا بابتيستا (بالبرتغالية: Ana de Sousa Baptista‏) (7 مارس 1971، كوارتيرا في البرتغال)؛ كاتِبة وشاعرة برتغالية.